# NGC 6021
NGC 6021 في الفهرس العام الجديد، هي مجرة، تقع في كوكبة الحية. اكتشفت في 21 مارس 1784 بواسطة ويليام هيرشل.

## روابط خارجية
- NGC 6021 على موقع ويكي سكاي: DSS2, SDSS, GALEX, IRAS, Hydrogen α, X-Ray, Astrophoto, Sky Map, Articles and images